# سی‌ضلعی
| سی‌ضلعی منتظم                         | سی‌ضلعی منتظم                                                |
| ------------------------------------ | ----------------------------------------------------------- |
| یک سی‌ضلعی منتظم                      |                                                             |
| اضلاع و رأس‌ها                        | ۳۰                                                          |
| نماد اشلفلی                          | {۳۰}                                                        |
| مساحت (با طول ضلع {\displaystyle a}) | {\displaystyle {\frac {15}{2}}a^{2}\cot {\frac {\pi }{30}}} |
| زاویه داخلی (درجه)                   | ۱۶۸                                                         |

در هندسه، سی‌ضلعی (به انگلیسی: Triacontagon)، یک چندضلعی با ۳۰ ضلع است.

## سی‌ضلعی منتظم
یک سی‌ضلعی منتظم دارای ضلع‌ها و زاویه‌های داخلی برابر است. اندازهٔ زاویه‌های داخلی هر رأس آن، ۱۶۸ درجه بوده و مساحت آن با استفاده از رابطهٔ زیر محاسبه می‌شود:
{\displaystyle A={\frac {15}{2}}a^{2}\cot {\frac {\pi }{30}}\simeq 71.35773341a^{2}}
یک سی‌ضلعی منتظم با استفاده از خط‌کش و پرگار و با استفاده از رسم نیمساز زاویه‌های یک پانزده‌ضلعی منتظم قابل ترسیم است.